# История почты и почтовых марок Вьетнама
История почты и почтовых марок Вьетнама включает этапы развития почтовой связи различных государств и администраций, существовавших на территории Вьетнама, которые выпускали почтовые марки. Первые марки были введены французской колониальной администрацией. Марки специально для Вьетнама выпущены в 1945 году. Десятилетия конфликта и деления страны на части привели к выпускам марок взаимно враждебных правительств. Воссоединение Вьетнама в 1976 году стало началом создания единой почтовой службы. Вьетнам значится в рядах Всемирного почтового союза (ВПС) с 1951 года, и его почтовым оператором является государственная компания англ. Vietnam Posts and Telecommunications Group.

## Развитие почты
Капитуляция Японии во Второй мировой войне проложила во Вьетнаме путь антияпонскому движению Вьетминь, которое, осуществляя контроль над повстанческой армией, захватило ключевые города и политическую власть во Вьетнаме. С поражением Японии в 1945 году возникла возможность образования самостоятельного вьетнамского государства — Демократической Республики Вьетнам (ДРВ) — и создания национальной почтовой службы, для нужд которой появились почтовые марки, эмитированные специально для Вьетнама.
Однако в ходе последовавшей освободительной войны против французских колонизаторов территорию Вьетнама поделили на 14 военных зон. В 1948 году произошло укрупнение этих зон в шесть объединенных зон, в которых была организована почтовая служба. Почтовые штемпели, использовавшиеся в этот период в почтовых отделениях зон, имели индивидуальный номер зоны.
20 октября 1951 года Вьетнам присоединился к числу стран — участниц ВПС.
В сентябре 1954 года в Ханое была полностью остановлена работа вьетнамского почтового персонала, который таким образом выразил свой протест против французской оккупации. В результате обслуживание гражданского населения взяла на себя французская военная почта. С этой целью вплоть до освобождения Ханоя в октябре 1954 года употреблялись почтовые марки Франции, которые гасились штемпелем французской полевой почты.
В 1954 году в результате разгрома французских войск в битве под Дьенбьенфу и заключения перемирия началось восстановление страны, разграниченной по 17-й параллели на два независимых государства: ДРВ (столица — Ханой) на севере и Государство Вьетнам (столица — Сайгон) на юге. При этом была восстановлена деятельность почты, и в каждом вьетнамском государстве стали регулярно издаваться почтовые марки.
До 1958 года на территории ДРВ действовала бесплатная пересылка писем военнослужащих и инвалидов войны.
Воссоединение Вьетнама в июле 1976 года, с провозглашением Социалистической Республики Вьетнам, привело к объединению почтовой службы. Она стала подчиняться почтовой администрации в Ханое, оперирующей во всем Вьетнаме.
В современных условиях почтовые услуги в стране оказывает государственная компания Vietnam Posts and Telecommunications Group.

## Выпуски почтовых марок

### Колониальная администрация Франции
Почтовые марки во Вьетнаме введены французской колониальной администрацией в 1862 году. Марки этих десятилетий первоначально относились к общей французской колониальной серии. В 1880 году на некоторых из них были сделаны местные надпечатки для Кохинхины (1886—1888), Аннама и Тонкина (1888) и Французского Индокитая (1889). Позднее были выпущены стандартные марки Французского Индокитая. Колонии Французского Индокитая состояли из современного Вьетнама, Камбоджи и Лаоса. Первые марки специально для Вьетнама выпущены в 1945 году, и представляли собой надпечатки на марках Французского Индокитая.

### Японская оккупация
Во время японской оккупации Французского Индокитая (1940—1945), колониальная администрация не получала свежих марок из Франции. По этой причине она прибегла к печати своих собственных почтовых марок в типографии Ханоя. Эти марки были ниже качеством, чем довоенные марки, а, кроме того, машины, используемые для печати, постепенно изнашивались при ограниченных возможностях их ремонта.
Существовавшее короткое время в 1945 году прояпонское марионеточное государственное образование, известное как Вьетнамская империя во главе с Бао Даем, успело изготовить собственные марки:

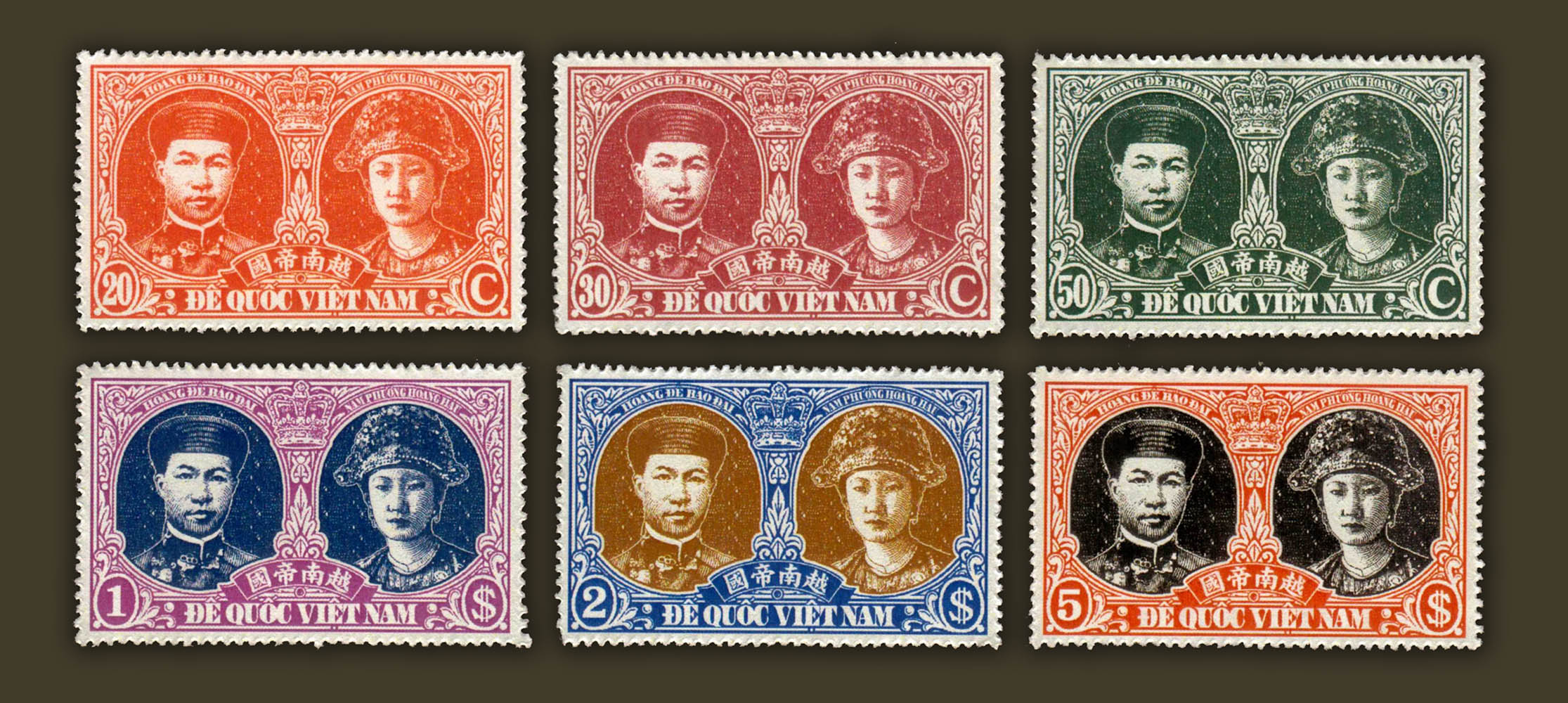
Серия марок Вьетнамской империи с портретом Бао Дая и Нам Фыонг (1945)

### Демократическая Республика Вьетнам
После провозглашения в 1945 году ДРВ правительством Вьетминь было выпущено в 1945—1946 годах большое количество временных почтовых марок. Эти марки были изготовлены путём добавления надпечатки на оставшиеся от эпохи войны марки Французского Индокитая, которая обозначала новое название государства: вьет. «Việt Nam Dân chủ Cộng hòa» («Демократическая Республика Вьетнам»).
В дальнейшем стали печататься собственные марки с номиналами в донгах и хао и надписью: «Việt Nam Dân chủ Cộng hòa» («Демократическая Республика Вьетнам»). В 1946 году была выпущена первая серия стандартных марок, изображающая Хо Ши Мина.

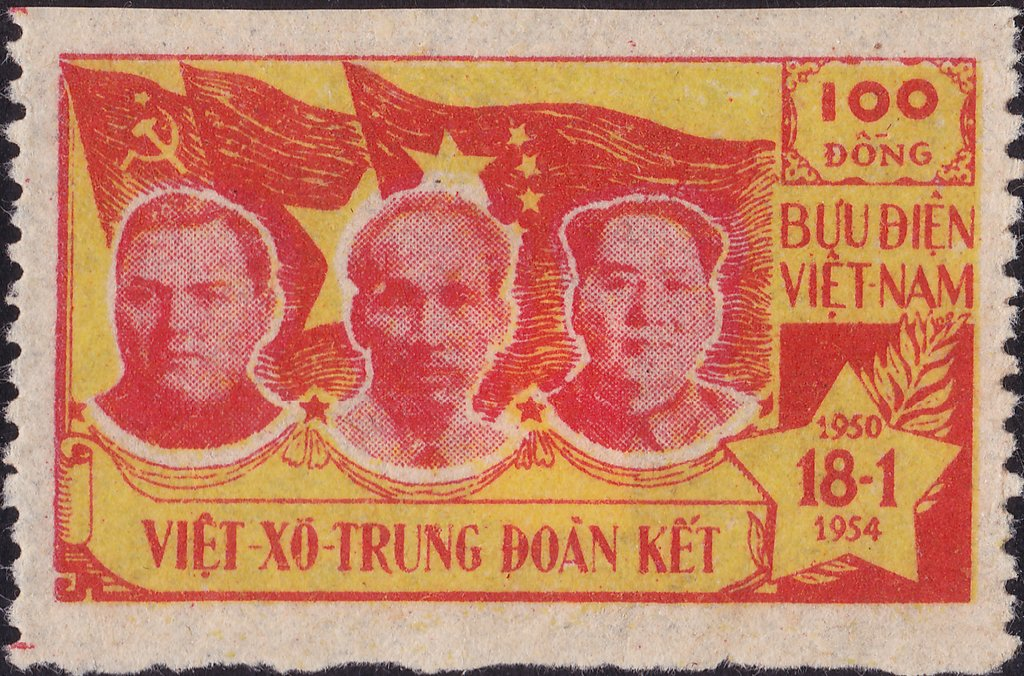

Последовавший за этим конфликт между вернувшимися французскими войсками и правительством Вьетминь положил конец обращению первой серии марок ДРВ. В ходе конфликта выпускались марки различных регионов, удерживаемых Вьетминь, в то время как новые выпуски французских марок Индокитая использовались в районах, контролируемых французами.
За период с 1946 года до середины 1970-х годов в ДРВ было выпущено более 800 простых и несколько авиапочтовых марок. Многие марки ДРВ печатались в Ханое, другие были напечатаны за рубежом, например, в Праге (1958—1959), а также в Будапеште.

### Государство Вьетнам (Южный Вьетнам)
Около 1950 года в Южном Вьетнаме, Камбодже и Лаосе были созданы национальные правительства, которые начали выпуск почтовых марок и монет от своего имени. Первые почтовые марки Государства Вьетнам (правительства Бао Дая) в Южном Вьетнаме были выпущены в 1951 году[≡]. Эти марки вытеснили французские марки Индокитая в районах Вьетнама под французским контролем.
После мирного соглашения в 1954 году, Вьетнам был окончательно разделён на северное и южное государства — ДРВ и Республику Вьетнам. Каждое из них осуществляло эмиссии своих собственных почтовых марок.

### Республика Вьетнам (Южный Вьетнам)
Марки Южного Вьетнама в 1954—1967 годах в основном печатались в Париже, Токио, Англии (компанией De La Rue) и Риме, в 1967—1973 годах — в Японии, а в течение 1973—1975 годов — компанией De La Rue в Англии.
Марки для военнослужащих печатались локально и были низкого качества.
Между 1963 и 1976 годами бойцы Национального фронта освобождения Южного Вьетнама (или Вьетконга) выпускали свои собственные почтовые марки, которые печатались в Ханое.
Со времени свержения режима Республики Вьетнам в мае 1975 года и до воссоединения Вьетнама через год правительство Вьетконга было единственным эмитентом марок на территории Южного Вьетнама.

### Социалистическая Республика Вьетнам
На марках объединённого Вьетнама, выпущенных в июле и августе 1976 все ещё было напечатано название Демократической Республики Вьетнам, в то время как на последующих выпусках просто «Việt Nam» («Вьетнам») и «Bưu chính» («Почта»).
Как и в ДРВ, после воссоединения марки были частично напечатаны в самом Вьетнаме и частично за рубежом. Внутри страны марки печатались в Ханое 1976—1987, а затем в Сайгоне. В 1983—1990 годах большинство выпусков марок было отпечатано в Гаване, и имели великолепное качество печати. В конце концов, почтовая служба приобрела улучшенные технологии в Германии. С 1990 года все марки Вьетнама стали отечественного производства.

### Тематика
В период эмиссии знаков почтовой оплаты ДРВ их тематика была посвящена:
- героической борьбе вьетнамского народа,
- Партии трудящихся Вьетнама и её руководителю, первому президенту страны Хо Ши Мину[≡],
- вождям мирового пролетариата К. Марксу, Ф. Энгельсу и В. И. Ленину,
- важным событиям в жизни республики — аграрной реформе, ликвидации неграмотности и т. д.,
- советско-вьетнамской дружбе,
- международным демократическим организациям,
- советским достижениям в космосе,
- флоре и представителям животного мира страны, в том числе обитающим в морях у берегов Вьетнама[5], и другим темам[1].

На многих вьетнамских марках присутствуют сюжеты, относящиеся непосредственно к Советскому Союзу и России, то есть составляющую особую область коллекционирования — «Россику». Помимо достаточно часто выходивших марок в честь Ленина и Октябрьской революции, на них можно также видеть председателя Совета министров СССР Г. М. Маленкова (выпуск 1954 года)[≡] и председателя Президиума Верховного Совета К. Е. Ворошилова (на выпуске 1957 года в ознаменование 40-летия Октябрьской революции). В 1980 оду в красочной серии, посвящённой 35-летию Министерства связи Вьетнама, на одной из марок был запечатлён Хо Ши Мин (по фотографии 1951 г.), читающий газету ЦК ПТВ «Нян зан» («Народ») с портретом И. В. Сталина на передовице обложки. В 1985 году Вьетнам отметил на своих марках проведение Всемирного фестиваля молодежи и студентов в Москве.
Советские успехи в области научно-технического прогресса также нашли отражение на почтовых миниатюрах Вьетнама. Особенно много их было издано Вьетнамом на тему космонавтики: таковых, начиная с 1961 года, насчитывается свыше 70, включая марки в честь совместного советско-вьетнамского пилотируемого полёта на космическом корабле «Союз-37». Однако после 1988 года Вьетнам прекратил выпуск марок по этой тематике. Кроме того, выходили марки Вьетнама, на которых изображены советские самолёты «МиГи» различных модификаций.
Спорт и спортивные соревнования — ещё одна популярная тема на вьетнамских марках. Первая из них появилась в 1962 году и была приурочена к Спартакиаде дружественных армий; на ней среди других показан советский флаг.

## Эмиссионная политика и коллекционирование
Во время войны за независимость (1946—1954) и сразу после неё некоторые марки выпускались неперфорированными вследствие технических сложностей. Это могло, конечно, впоследствии вдохновить филателистов заинтересоваться беззубцовыми марками.
Много серий марок ДРВ и Вьетнама после воссоединения доступны также в беззубцовом виде, в отличие от обычных, перфорированных версий. Это касается марок, отпечатанных внутри страны и за рубежом. В настоящее время вьетнамские марки официально предлагаются в зубцовом и беззубцовом виде, а также в форме образцов (с соответствующей надпечаткой англ. «Specimen» — «Образец»). Беззубцовые марки и марки в форме образцов не имеют почтового назначения и, таким образом, полностью ориентированы на филателистические сообщества.
Помимо стандартных почтовых марок (для нужд почты), большая часть марок Вьетнама выпускалась в виде версий с фиктивным гашением. Марки 1980-х годов, печатавшиеся в Гаване, как правило, имеют типографский штамп гашения, напечатанный непосредственно на марке вместе с остальной частью рисунка и предназначены исключительно для филателистов. Несмотря на то, что большинство марок на филателистическом рынке имеют фиктивное гашение, это не должно затмевать тот факт, что аналогичные марки (без фиктивного гашения) находились в почтовом обращении.
В то время как большая часть марок 1980-х годов сознательно обращается к модной филателистической тематике (автомобили, собаки, кошки и др.), марки XXI века являются более широкими по охвату, а количество выпусков снизились. Это, кажется, отражает сдвиг в эмиссионной политике от ориентации на тематическое коллекционирование, в результате чего, вьетнамские марки станут более привлекательны сами по себе.
Вьетнамские почтовые марки представлены в альбомах, предназначенных для коллекционеров знаков почтовой оплаты по странам мира, как, например, в альбоме «Collecta Trans World»:

Стилизованное изображение карты Юго-Восточной Азии на обложке альбома для марок «Collecta Trans World». Вьетнам показан в верхней части рисунка марками ДРВ из серии 1967 года, посвящённой диким животным(Mi #475, 476, 478—480)